# The Mirror (film 1917)
The Mirror è un film del 1917 diretto da Frank Powell, uscito nelle sale USA il 21 maggio 1917. Il film, sceneggiato da Clara Beranger, aveva come interprete principale Marjorie Rambeau, una delle più popolari attrici di Broadway-

## Trama
Blanche, una bella e giovane signora sposata a un artista, è sorpresa quando il marito vuole farle un ritratto dopo averla vista rimirarsi in uno specchio. Il quadro, esposto al pubblico, attira l'attenzione per la sua bellezza e l'aria di mistero del soggetto ritratto. Boyd, manager teatrale, affascinato da Blanche, la convince a lasciare il marito, promettendole di aprirle le porte di una fulgida carriera teatrale.
La donna si abbandona a una vita libera e libertina insieme a Boyd. Ma, risvegliandosi tra le braccia del marito, scopre che tutto è stato solo un sogno.

## Produzione
Il film fu prodotto dalla Frank Powell Producing Corporation.

## Distribuzione
Distribuita dalla Mutual Film, la pellicola uscì nelle sale USA il 21 maggio 1917.